# Ponte Untertor
Il ponte Untertorbrücke è un ponte della città di Berna, sul fiume Aare.

## Galleria d'immagini

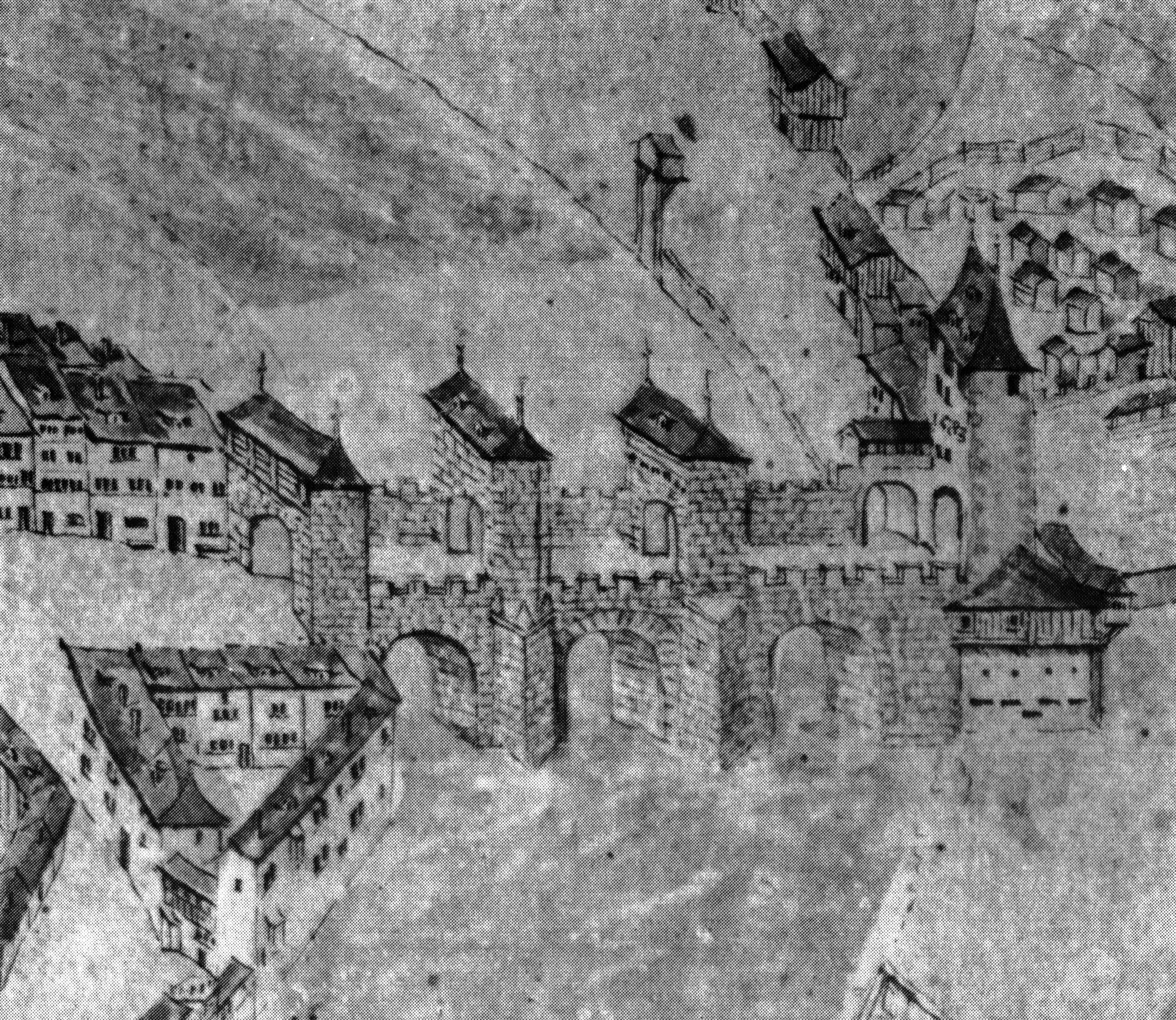
Il ponte intorno al 1600.
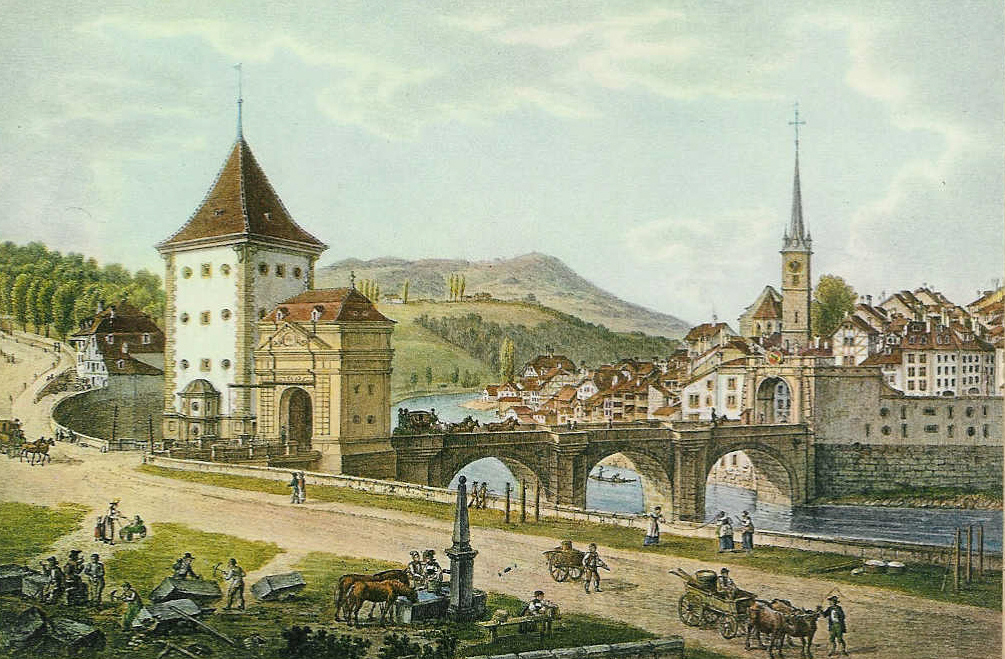
Il ponte nel 1819.
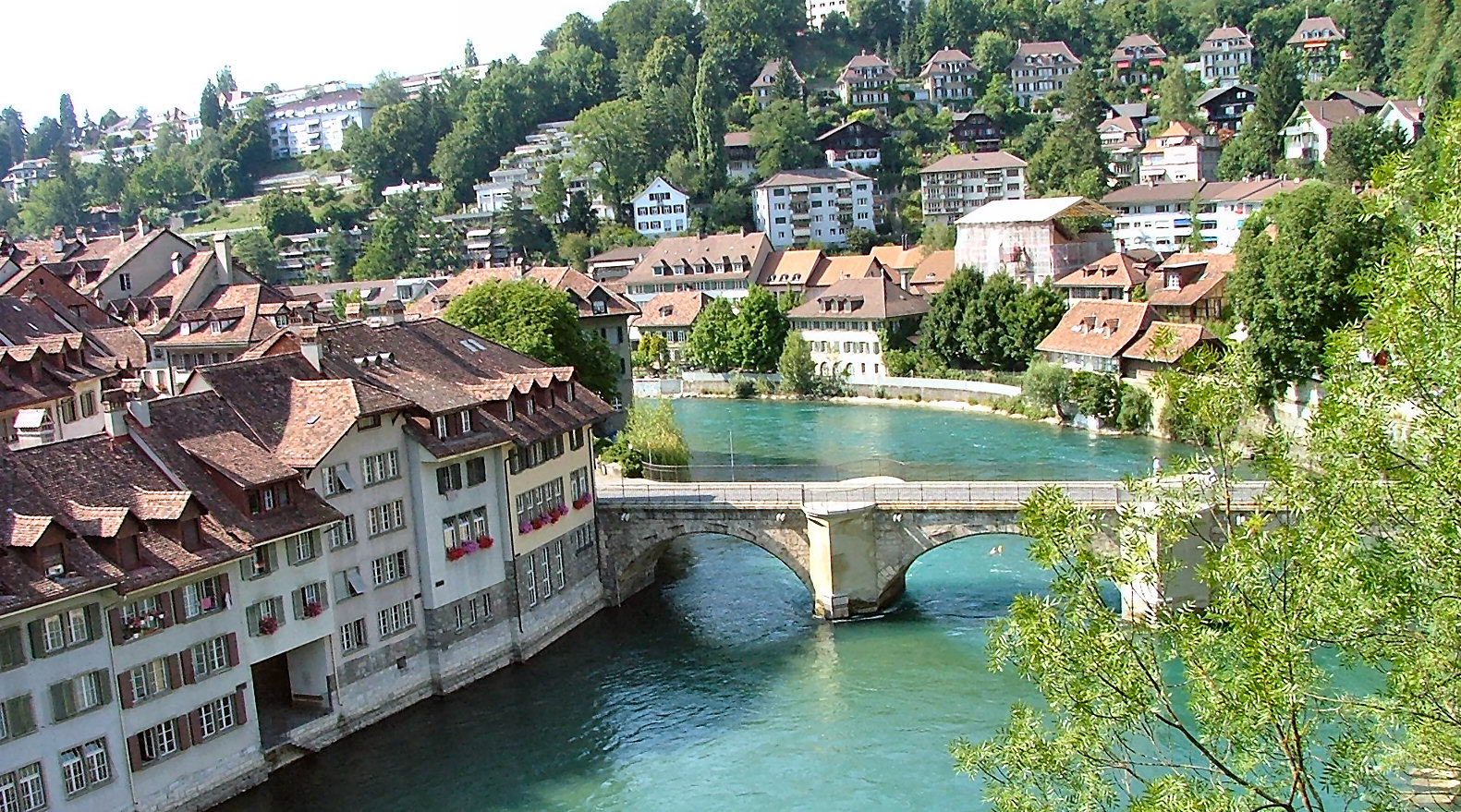
Il ponte nel 2005.
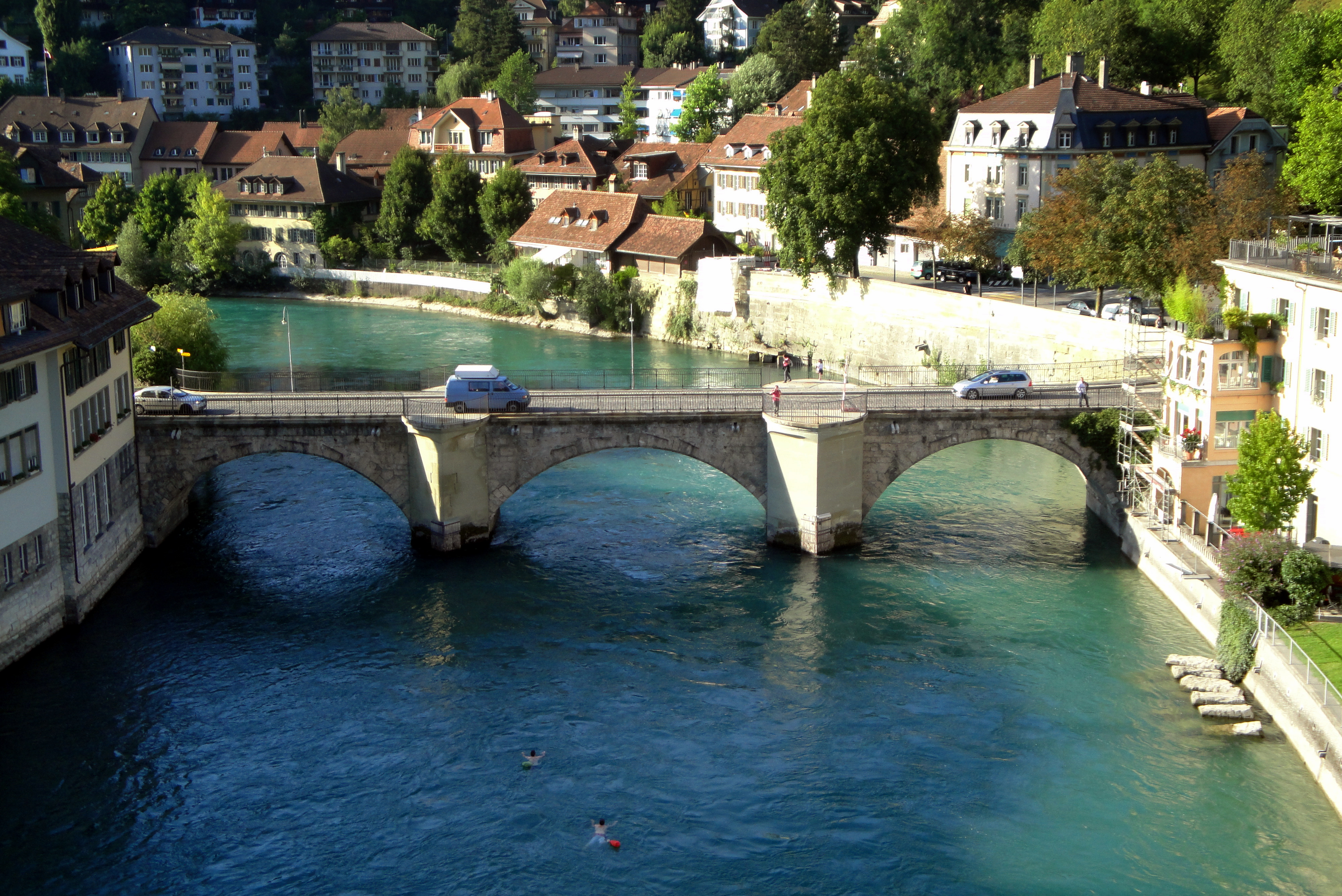
Il ponte nel 2011.
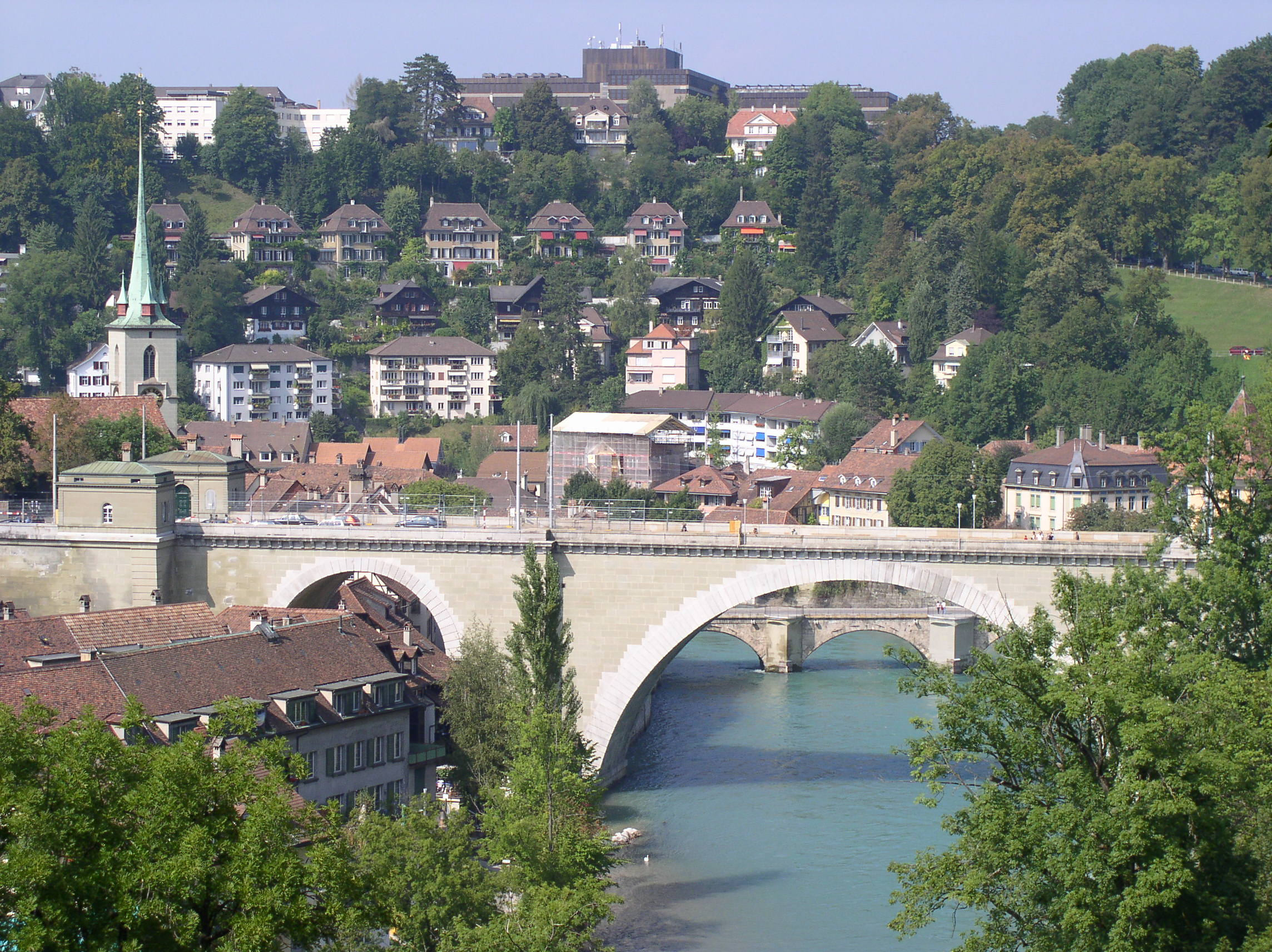
Il ponte e la chiesa Nydegg (a sinistra).
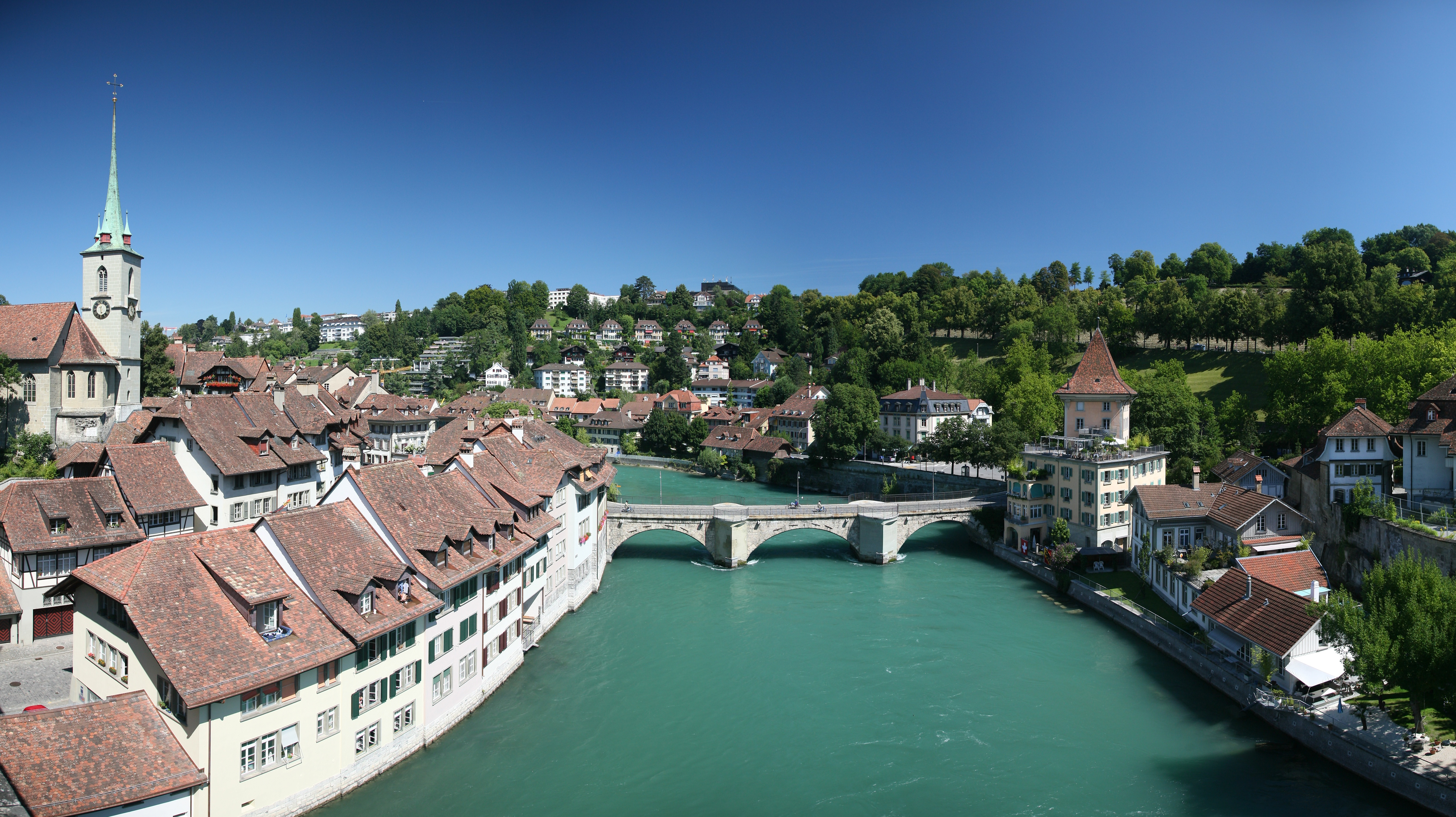
Il ponte e il fiume Aare.